# 屋久島町
屋久島町（日语：／ Yakushima chō */?）是日本鹿兒島縣轄下位於大隅群島的屋久島及口永良部島的一個城鎮。成立於2007年10月1日，由屋久町和上屋久町合併而成。

## 歷史
屋久島在歷史上最早的紀錄出現在中國的隋書，607年隋煬帝的時期中，曾記載到「夷邪久國」，被認為就是指屋久島。
在日本日本書紀，616年提到30名掖久人入籍，則是第一次出現在日本的史書上。

### 沿革
- 1896年3月29日：上屋久村、下屋久村改隸屬熊毛郡。
- 1958年4月1日：上屋久村改制為上屋久町。[1]
- 1959年4月1日：下屋久村改制並改名為屋久町。[2]
- 2007年10月1日：上屋久町和屋久町合併為屋久島町。

| 1989年4月1日    | 1989年 - 1926年              | 1926年 - 1944年              | 1945年 - 1989年                 | 1989年 - 現在                | 現在                         |
| --------------- | ---------------------------- | ---------------------------- | ------------------------------- | ---------------------------- | ---------------------------- |
| 馭謨郡 上屋久村 | 1896年3月29日 熊毛郡上屋久村 | 1896年3月29日 熊毛郡上屋久村 | 1958年4月1日 改制為上屋久町     | 2007年10月1日 合併為屋久島町 | 2007年10月1日 合併為屋久島町 |
| 馭謨郡 下屋久村 | 1896年3月29日 熊毛郡下屋久村 | 1896年3月29日 熊毛郡下屋久村 | 1959年4月1日 改名並改制為屋久町 | 2007年10月1日 合併為屋久島町 | 2007年10月1日 合併為屋久島町 |

## 交通

### 機場
- 屋久島機場

## 觀光景點
- 楠川溫泉
- 尾之間溫泉
- 屋久島溫泉
- 平內海中溫泉
- 湯泊溫泉
- 湯向溫泉
- 寢待溫泉
- 西之泉
- 屋久島綜合自然公園
- 屋久島野生植物園
- 屋久杉自然館
- 屋久島環境文化村中心
- 千尋瀑布

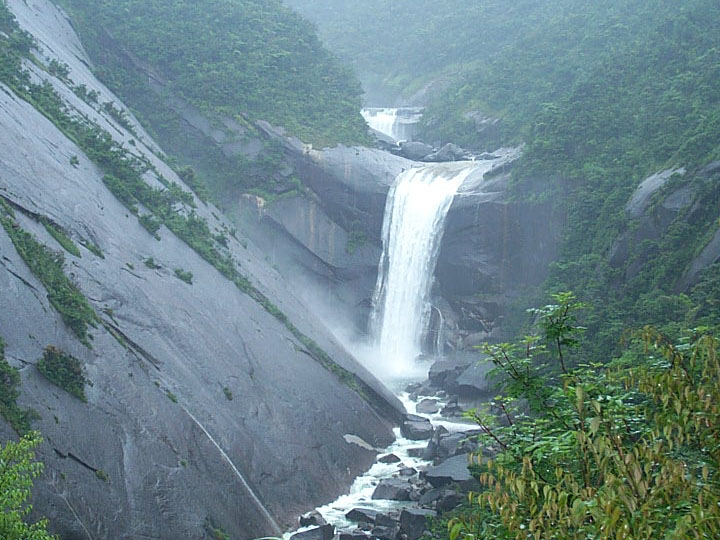
千尋瀑布

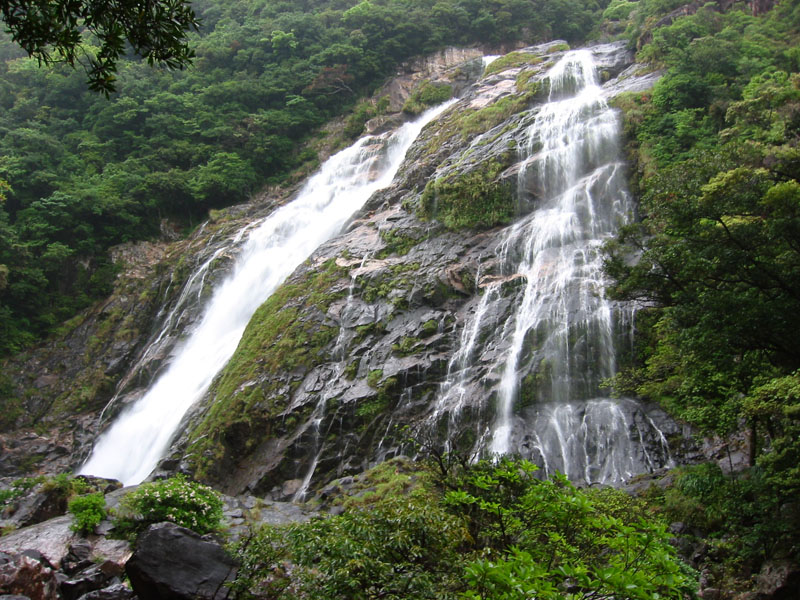
大川瀑布

- 瀑布（直接落入海中的瀑布）
- 大川瀑布 （日本名瀑布百選）
- 繩文杉、彌生杉、紀元杉（森之巨人百選）
- 西部林道（世界遺產登錄區域內唯一可行車的通道）
- 宮之浦岳　（日本百名山）
- 益救神社（『延喜式』記載中日本最南端的神社）
- 白谷雲水峽（動畫魔法公主中獸神森林的原型）

## 教育

### 高等學校
- 鹿兒島縣立屋久島高等學校
- 屋久島大空高等學校（通信制）

## 外部連結
- （日語） 屋久島觀光協會
- （日語） 屋久島町商工會 （页面存档备份，存于）
- （日語） 屋久島海龜館 （页面存档备份，存于）
- （日語） 屋久島地區生態旅遊推進協會 （页面存档备份，存于）
- （日語） 屋久島環境文化財團 （页面存档备份，存于）